# Giuseppe Moro
Giuseppe Moro (* 16. Januar 1921 in Carbonera, TV; † 27. Januar 1974 in Porto Sant’Elpidio, FM) war ein italienischer Fußballspieler auf der Position des Torwarts.

## Karriere

### Verein
Moro begann seine Profikarriere beim FCB Treviso. Während des Zweiten Weltkriegs wurde er als Soldat nach Alessandria versetzt, wo er für die US Alessandria Calcio spielte. 1943 kehrte er nach Treviso zurück.
Zur Saison 1947/48 wechselte Moro in die Serie A zur AC Florenz. Weitere Stationen waren die AS Bari, die AC Turin, die US Lucchese-Libertas, Sampdoria Genua und die AS Rom. Nach acht Spielzeiten in der Serie A schloss sich Moro 1955 Hellas Verona an, wo er seine Karriere nach einer Spielzeit in der Serie B ausklingen ließ.

### Nationalmannschaft
Moro bestritt sein erstes Länderspiel für Italien am 12. Juni 1949 in einem Spiel um den Europapokal der Nationalmannschaften gegen Ungarn und wurde von Nationaltrainer Ferruccio Novo in den Kader der Azzurri für die Weltmeisterschaft 1950 in Brasilien berufen. Dort wurde er im zweiten Gruppenspiel gegen Paraguay eingesetzt. Bis 1953 absolvierte Moro insgesamt neun Länderspiele für die Squadra Azzurra.